# Sociologie de la vieillesse et du vieillissement
La sociologie de la vieillesse et du vieillissement est une branche de la sociologie qui étudie les représentations et les mises en jeu sociales de la vieillesse et des étapes qui permettent de l'atteindre, de la conforter ou de la réduire. Elle distingue ce faisant la sénescence en tant que donnée biologique du vieillissement considéré d'un point de vue social, notamment à l'aide d'un concept comme celui de déprise. Le vieillissement comme tel est conçu comme un concept social, ce qui permet de concevoir les relations de pouvoir qui le traversent à travers d'autres concepts comme celui de l'âgisme. Certains chercheurs élargissent également la problématique à la question senior et à l'intergénération,.